# Лэм, Уильям, 2-й виконт Мельбурн
Уильям Лэм, 2-й виконт Мельбурн (англ. William Lamb, 2nd Viscount Melbourne; 15 марта 1779 — 24 ноября 1848) — британский государственный деятель, премьер-министр Великобритании в 1834 и 1835—1841 годах.

## Биография
Родился в Лондоне в семье Пенистона Лэма, 1-го виконта Мельбурна и Елизаветы Мэлбенк.
Получил образование в Итоне и кембриджском Тринити-колледже.
В 1806 году избран членом Палаты общин от партии вигов. С 1827 по 1828 год занимал пост Секретаря по ирландским вопросам. После смерти отца в 1828 году унаследовал титул и членство в Палате лордов.
С приходом вигов к власти в 1830 году занял пост Государственного секретаря в правительстве Чарльза Грея.
После ухода последнего на покой в 1834 году, возглавил кабинет вигов. Однако, после решения Вильгельма IV, противника радикальных реформ, о роспуске правительства вигов, Мельбурн был вынужден уступить кресло лидеру тори Роберту Пилу (в течение трёх недель после роспуска кабинета Лэма функции премьер-министра выполнял другой лидер тори Артур Уэлсли, герцог Веллингтон, поскольку Роберт Пил был в Италии).
На парламентских выборах 1835 года Пил не смог одержать победу, и виконт Мельбурн был выбран премьер-министром Великобритании на второй срок, продолжавшийся по 1839 год, когда, несмотря на увеличивающуюся популярность тори, Уильям Лэм вновь смог победить Пила при существенной поддержке королевы Виктории. Тем не менее, в 1841 году консерваторы набрали большинство при рассмотрении вопроса о доверии правительству, и Мельбурн во второй раз передал свой пост Роберту Пилу.
Имя Уильяма Лэма было увековечено в 1837 году, когда по его родовому титулу был назван австралийский город Мельбурн.
Мать сэра Уильяма, леди Мельбурн, в молодости имела роман с будущим королём Георгом IV, что использовала для продвижения интересов мужа и сына.
Сэр Уильям был женат на известной светской львице и поэтессе Каролине Лэм. Брак, заключённый по взаимной любви, дал трещину после рождения тяжело больного сына и гибели новорождённой дочери сразу после появления на свет. В дальнейшем Каролина вступила в романтическую связь с лордом Байроном. После того, как Байрон оставил леди Лэм, последняя превратила это в повод для громких публичных скандалов. Поведение жены вредило карьере сэра Уильяма, что привело к их расставанию — последние годы до смерти Каролины они жили отдельно.
Сам Лэм считался в обществе очаровательным мужчиной, уже в зрелом возрасте он стал предметом романтического интереса юной королевы Виктории.

### В искусстве
- «Молодые годы королевы» (1954), художественный фильм австрийского производства, режиссёр Эрнст Маришка. В роли Уильяма Лэма Карл Людвиг Диль.
- «Леди Каролина Лэм» (1972) — кинофильм режиссёра Роберта Болта, мелодрама в исторических декорациях начала XIX века. В роли Уильяма Лэма Джон Финч.
- «Виктория и Альберт» (2001) — англо-американский телесериал. В роли Уильяма Лэма Найджел Хоторн.
- «Молодая Виктория» (2009) — художественный фильм англо-американского производства. Режиссёр Жан-Марк Валле. В роли Уильяма Лэма Пол Беттани.
- «Виктория» (2016). В роли Уильяма Лэма Руфус Сьюэлл.